# Sehestedt
Sehestedt (im Hochmittelalter Sesteth, dänisch: Sehested) ist eine Gemeinde im Kreis Rendsburg-Eckernförde in Schleswig-Holstein. Der Ort befindet sich auf beiden Seiten des Nord-Ostsee-Kanals und ist der einzige, der durch den Bau des Kanals 1887–1895 in zwei Teile zerschnitten wurde.

## Geografie

### Geografische Lage
Das Gemeindegebiet von Sehestedt erstreckt sich im südwestlichen Bereich der naturräumlichen Haupteinheit Schwansen, Dänischer Wohld östlich der Hüttener Berge bis an den Westensee heran. Das Gewässerbett eines heute als „Alte Eider“ bezeichneten historischen Flussabschnitts der Obereider erstreckt sich im Gemeindegebiet.

### Gemeindegliederung
Feldscheide, Freienberg, Gruhl, Hammer, Hohenfelde und Steinwarf liegen im Gemeindegebiet.

### Nachbargemeinden
Angrenzende Gemeindegebiete von Sehestedt sind:
|          | Groß Wittensee, Haby                        | Holtsee |
| Bünsdorf | Kompassrose, die auf Nachbargemeinden zeigt | Lindau  |
|          | Bovenau                                     |         |

## Geschichte

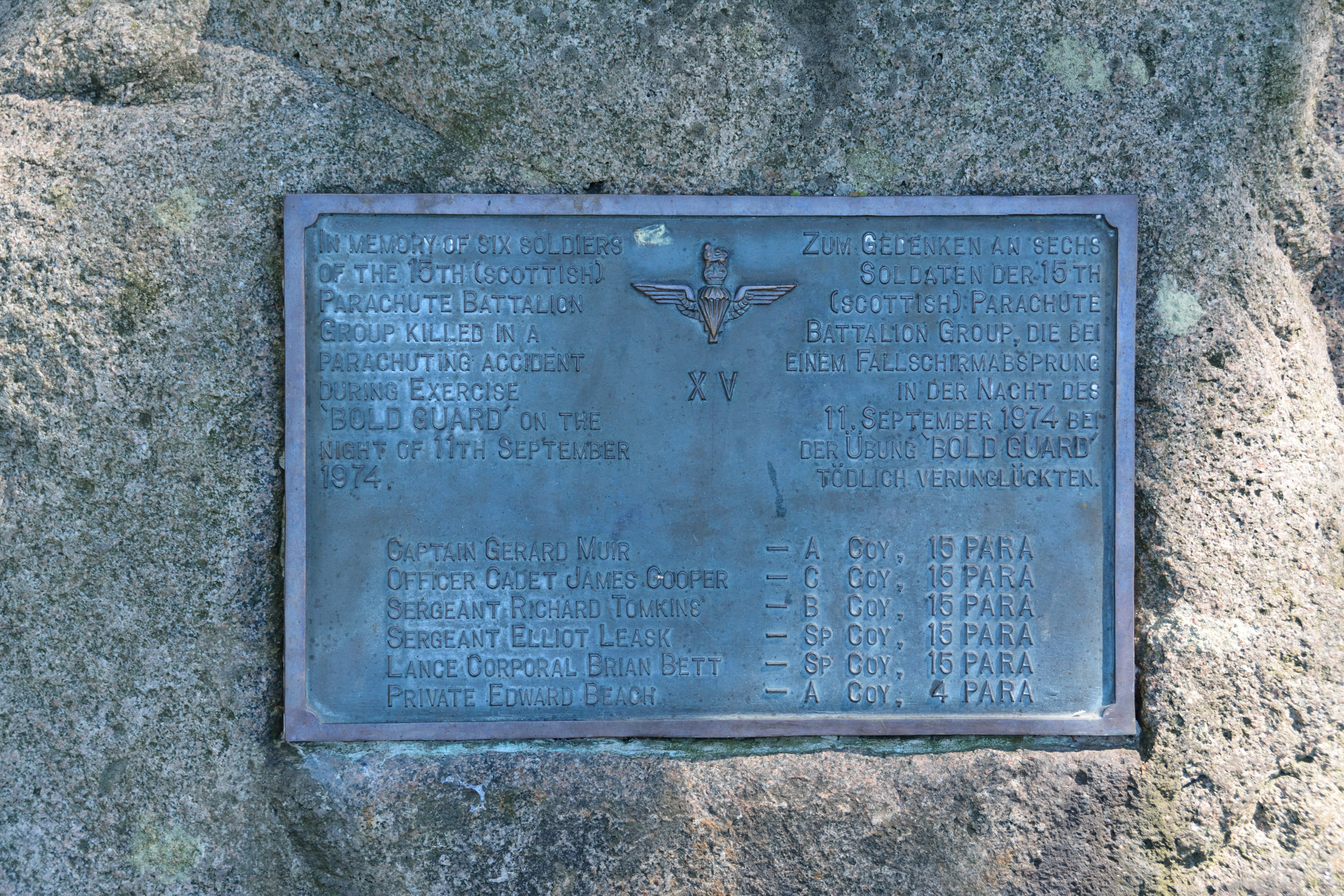
Plakette am "Schottenstein"

Der Ort wurde 1282 erstmals erwähnt. Die romanische Feldsteinkirche St. Peter und Paul, die heute unmittelbar am Kanal gelegen ist, wurde Anfang des 13. Jahrhunderts errichtet und 1318 erstmals erwähnt. Sehestedt zählt zu den ältesten Rittergütern im alten Herzogtum Schleswig. Das Herrenhaus des Guts wurde 1728 anstelle einer Burg errichtet. Der Burggraben wurde 1865 zugeschüttet. Viele Gebäude des noch heute landwirtschaftlich genutzten Guts stehen unter Denkmalschutz. Die nach dem Gut benannte schleswig-holsteinische Adelsfamilie von Sehestedt ist mit Carl Ludwig Christiansen von Sehested(t) (6. Dezember 1815–22. Dezember 1882) ausgestorben. Am 10. Dezember 1813 kam es während des Sechsten Koalitionskrieges zu einem Gefecht in Sehestedt. Dabei gelang es den an der Seite Frankreichs kämpfenden Dänen unter General Friedrich von Hessen-Kassel, sich gegen den Widerstand der alliierten Nordarmee unter General Ludwig von Wallmoden-Gimborn durchzusetzen und sich in die Festung Rendsburg zurückzuziehen.
Am 11. September 1974 sind sechs schottische Fallschirmjäger bei einer Luftlandeübung während des Manövers Bold Guard im Gemeindegebiet tödlich verunglückt. Daraus entwickelten sich nicht nur persönliche Kontakte nach Schottland, sondern auch die seit 2001 in Sehestedt abgehaltenen Highland-Games.

## Politik

### Gemeindevertretung
Bei der Kommunalwahl am 14. Mai 2023 wurden insgesamt elf Sitze vergeben. Die CDU und die Freie Wählergemeinschaft Sehestedt erhielten je vier Sitze, und die SPD erhielt drei Sitze.

### Wappen
Blasonierung: „In Blau eine silberne Seerosenblüte mit goldenem Blütengrund, umgeben von drei kleeblattförmig gestellten silbernen Seerosenblättern.“

### Partnerschaft
Seit 1990 besteht eine Partnerschaft zur Gemeinde Lohmen in Mecklenburg-Vorpommern.

## Wirtschaft und Infrastruktur
Die Wirtschaft in der Gemeinde ist überwiegend landwirtschaftlich geprägt.

### Unternehmen
Das Unternehmen Sehestedter Naturfarben Handel GmbH, ein Unternehmen, das Farben und Baustoffe aus nachwachsenden Rohstoffen entwickelt, hat seinen Firmensitz in Sehestedt.
Das Unternehmen Denker & Wulf, ein Projektentwickler für Windenergie, hat seinen Firmensitz in Sehestedt.
Im Jahre 2001 wurde in Sehestedt ein Windpark in Betrieb genommen. Im Jahre 2015 folgte von Denker & Wulf ein weiterer.

### Öffentliche Einrichtungen
Sehestedt verfügt über eine Freiwillige Feuerwehr im nördlichen Ortsteil sowie einen Kindergarten.

### Verkehr
Das Gemeindegebiet von Sehestedt ist durch die schleswig-holsteinische Landesstraßen 42 und 293 im motorisierten Individualverkehr erschlossen. Die L 42 führt nördlich des Kanals auf der Strecke zwischen Eckernförde und Büdelsdorf am nördlichen Rand des Dorfes vorbei. Hier zweigt die L 293 in die Dorflage ab, die auf der südlichen Seite des Kanals in Bovenau an die Landesstraße 47 anbindet. Die Kanalquerung zwischen dem nördlichen und südlichen Ufer wird hierbei auf einer der Kanalfähren vollzogen. Die Fähre trägt acht PKW gleichzeitig und ist nicht als Ersatzverkehr für die Levensauer Brücke oder den NOK-Tunnel bei Rendsburg zu betrachten. Fahrten erfolgen Rund-um-die-Uhr, mit Ausnahme eines Wartungsintervalls von 03:00 bis 03:30 Uhr sowie der Routine-Wartung jeden Donnerstag um 10:00 Uhr bis 11:00 Uhr und sind ohne Entrichten eines Fahrgelds möglich.
Zwischen Sehestedt und Eckernförde verkehrte bis Ende 2020 Mittwoch und Samstag ein Bürgerbus.
Es gibt täglich mehrere Verbindungen mit Linienbussen der Autokraft im Nahverkehrsverbund Schleswig-Holstein auf der Linie 730 zwischen Rendsburg und Gettorf mit Halt in Sehestedt.

## Persönlichkeiten
- Juliane Rumpf, geborene Baehr (* 1956 in Freienberg/Sehestedt), Politikerin (CDU), schleswig-holsteinische Ministerin für Landwirtschaft, Umwelt und ländliche Räume

## Sehenswürdigkeiten

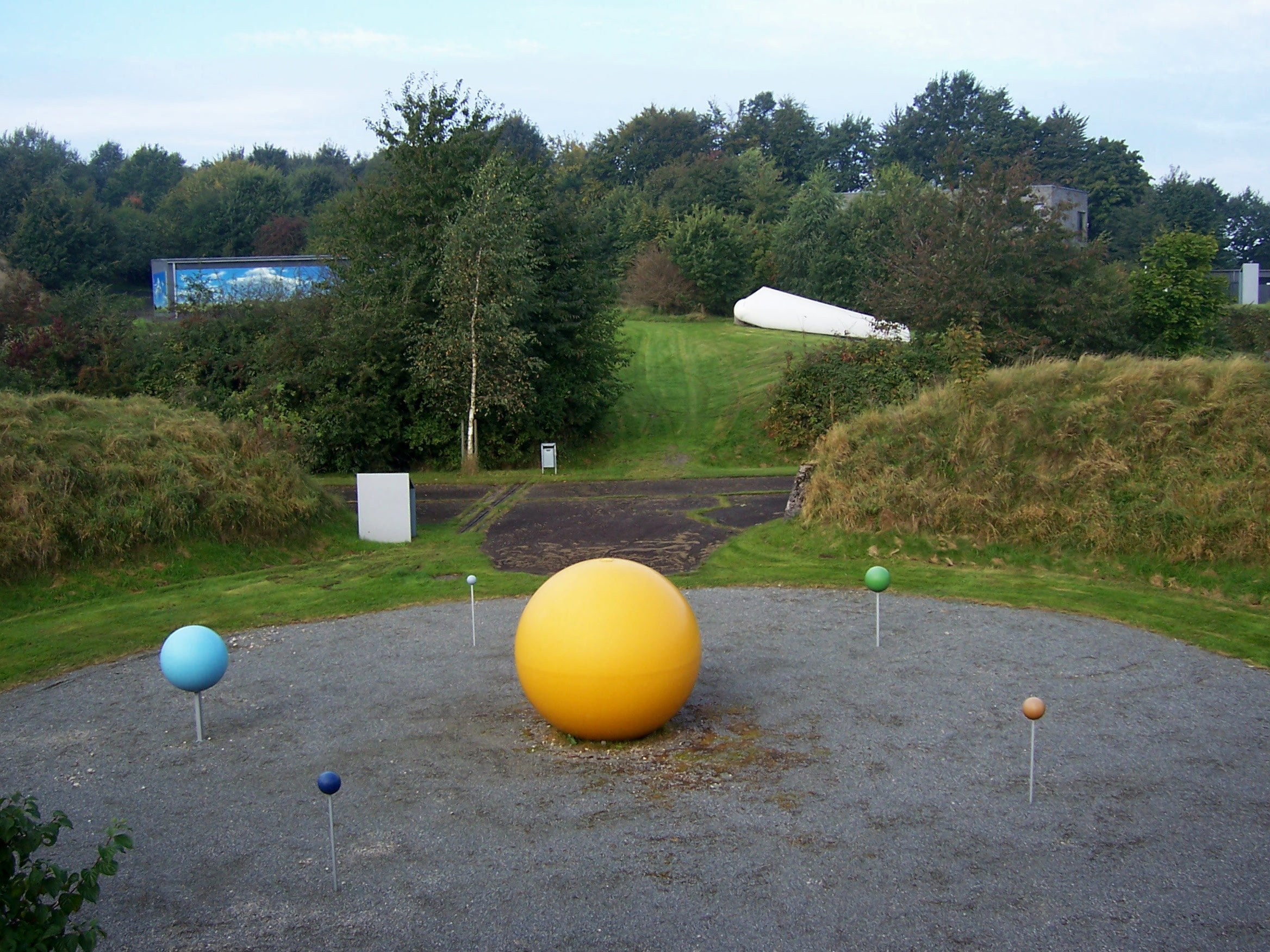
Infopark „Erneuerbare Energien verstehen“ bei Denker und Wulf

In der Liste der Kulturdenkmale in Sehestedt stehen die in der Denkmalliste des Landes Schleswig-Holstein eingetragenen Kulturdenkmale.
Durch Sehestedt verläuft der Naturparkweg, der die fünf Naturparke in Schleswig-Holstein für Wanderer verbindet. Sehestedt beherbergt nördlich des Nord-Ostsee-Kanals mit dem 261 ha großem FFH-Gebiet Kluvensieker Holz ein europäisches NATURA 2000-Schutzgebiet am Ostrand der Wohnbebauung von Sehestedt.
Im Pastorat gibt es seit 2008 ein Dorfmuseum, das aus der heimatkundlichen Sammlung der Schule hervorging. Geöffnet ist es im Sommer sonntags von 14 bis 16 Uhr. Der Eintritt für Personen ist frei. Ein Einritt, entgegen dem in Sehestedt angebrachten Schild, jedoch unabhängig vom Tragtier nicht möglich.
Auf dem Firmengelände des ortsansässigen Unternehmens Denker & Wulf besteht ein Infopark (Lage)  zum Thema „Erneuerbare Energien verstehen“.

## Bildergalerie

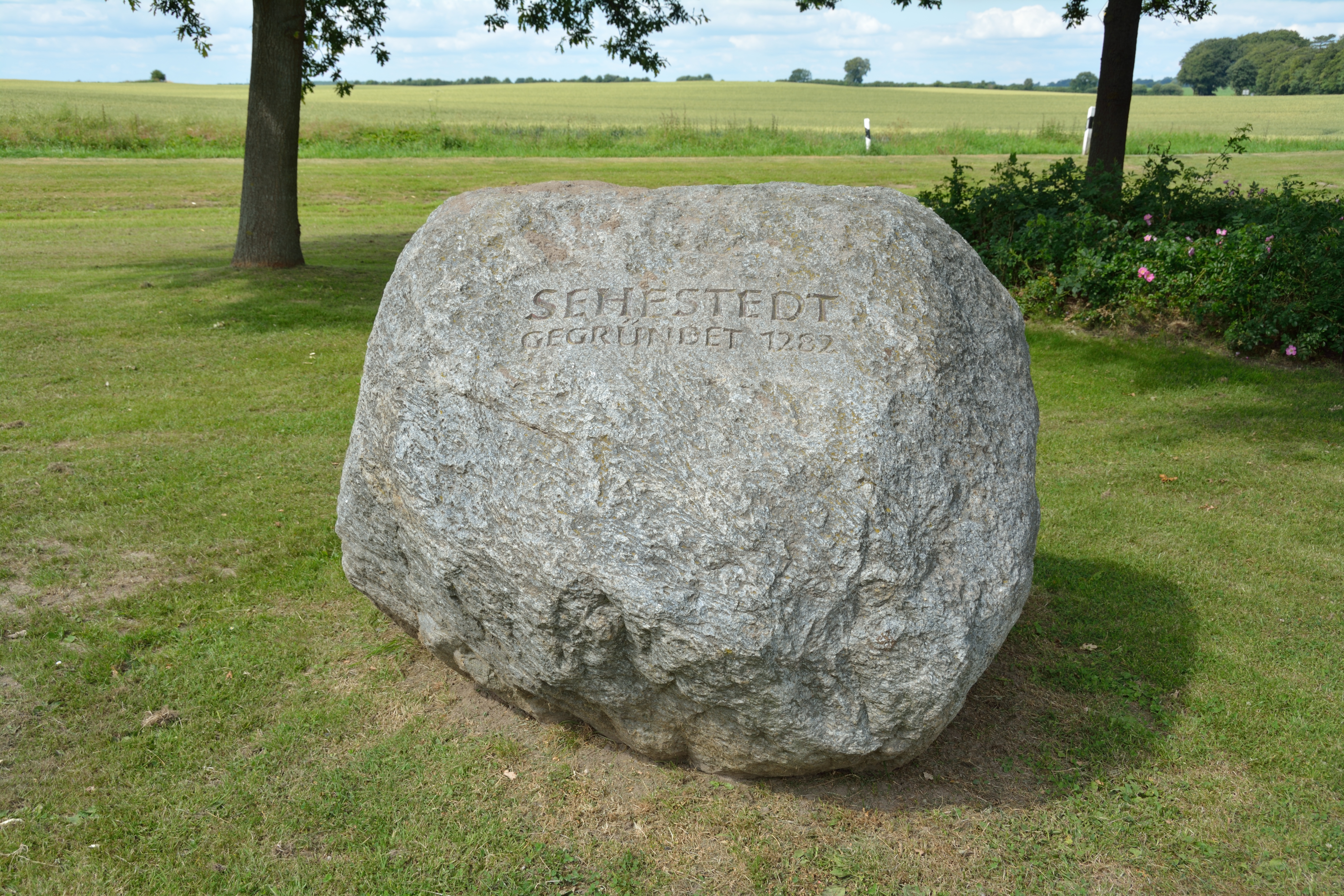
Findling
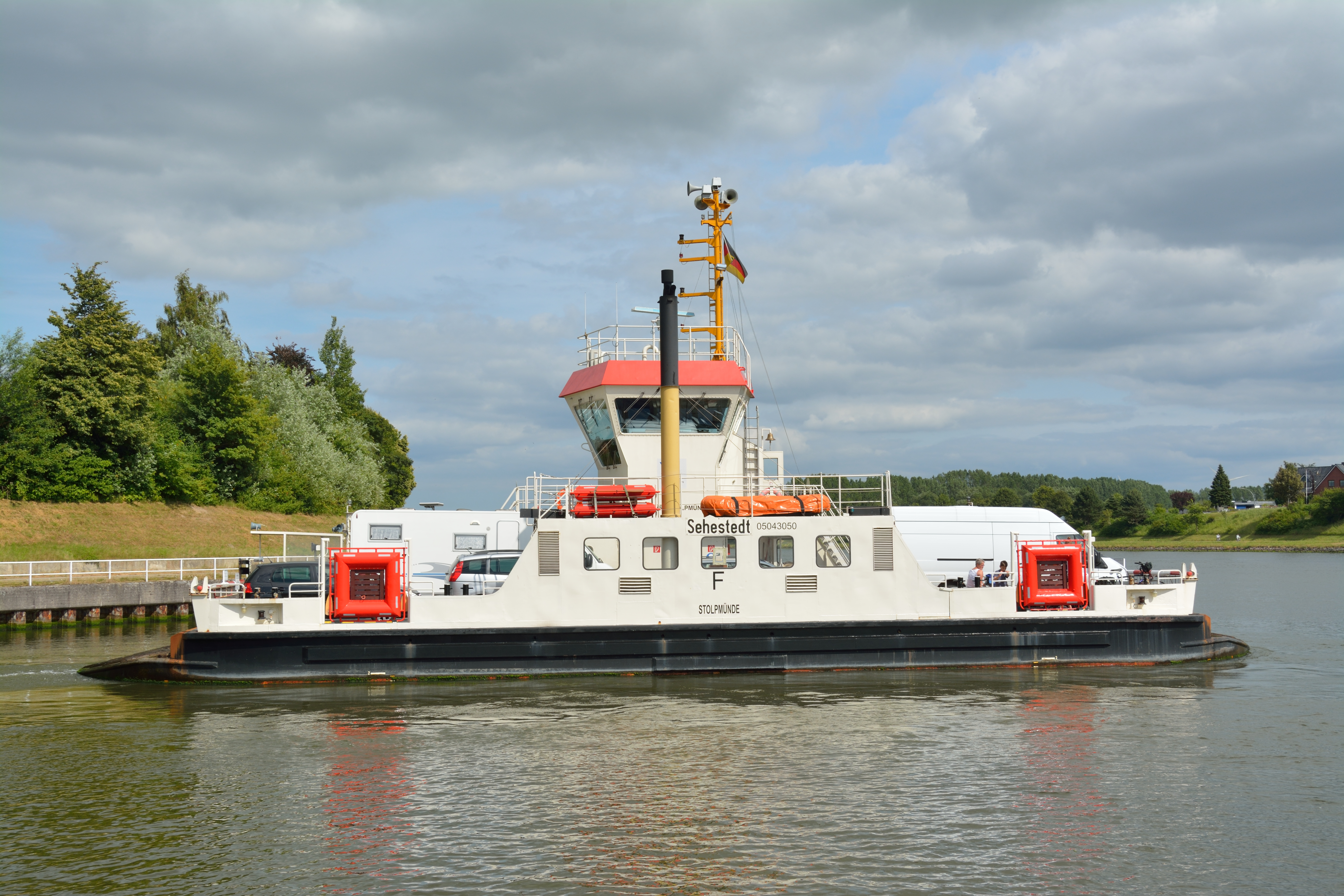
Fähre Stolpmünde, zeitweise in Sehestedt im Einsatz
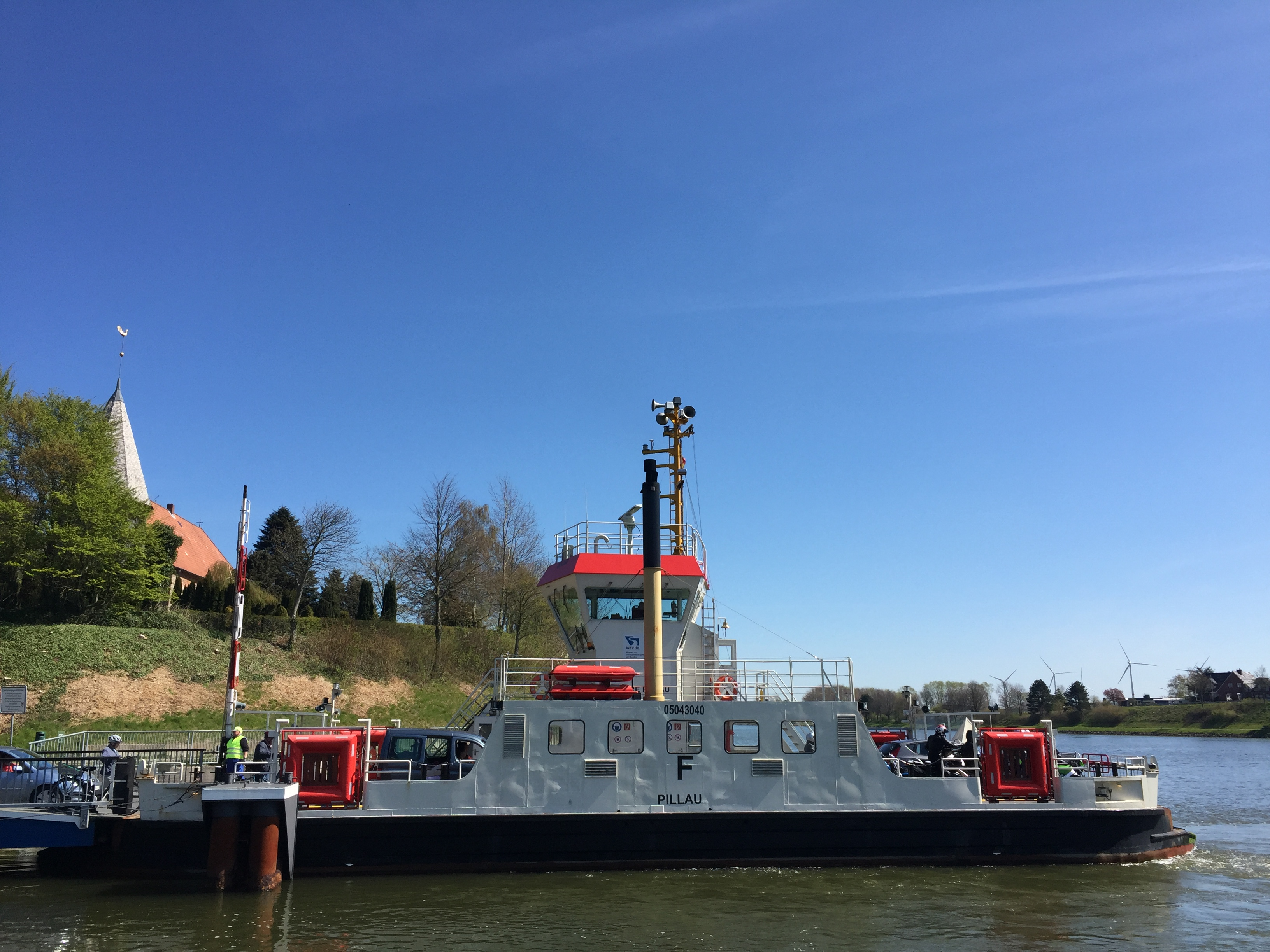
Fähre Pillau am nördlichen Anleger
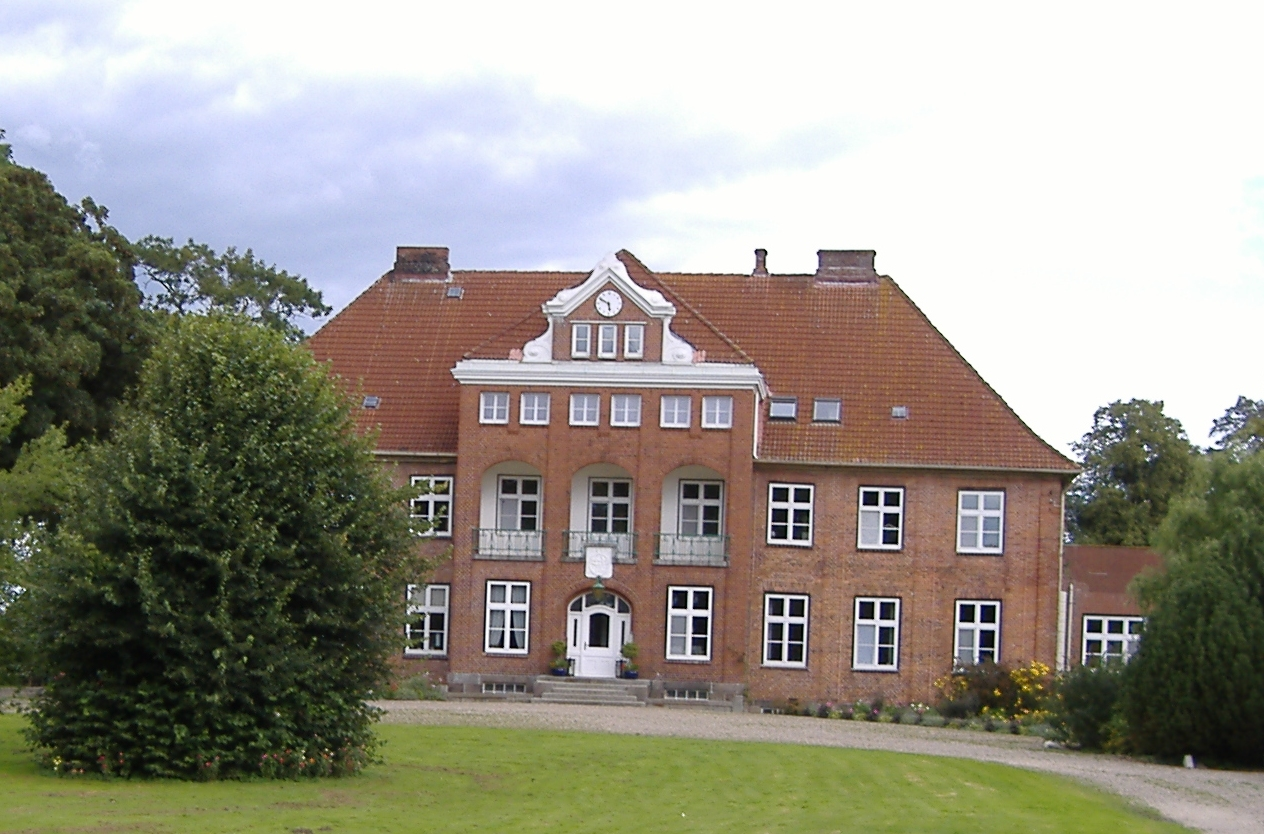
Herrenhaus des Gutes Sehestedt
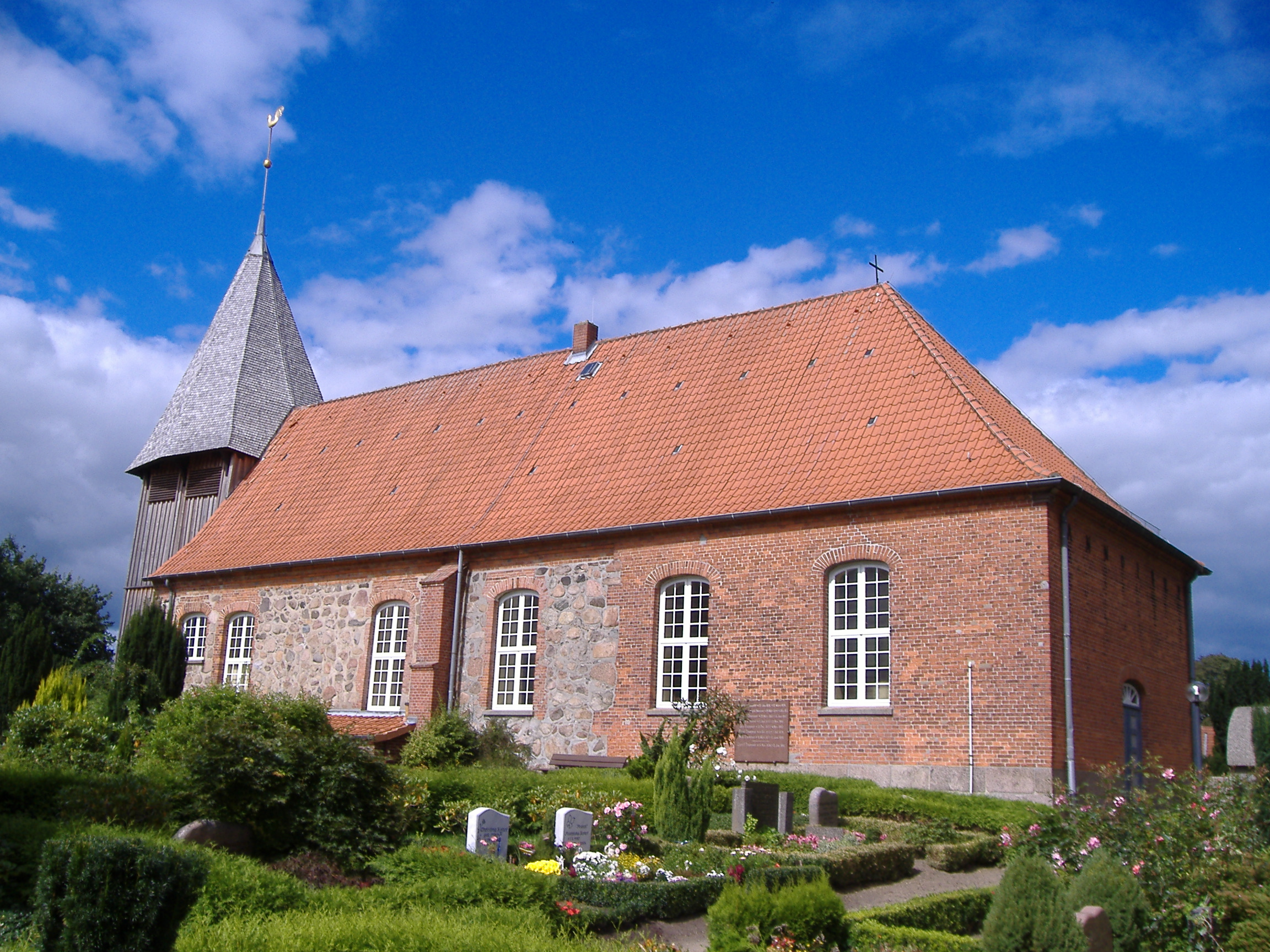
St.-Peter-und-Paul-Kirche
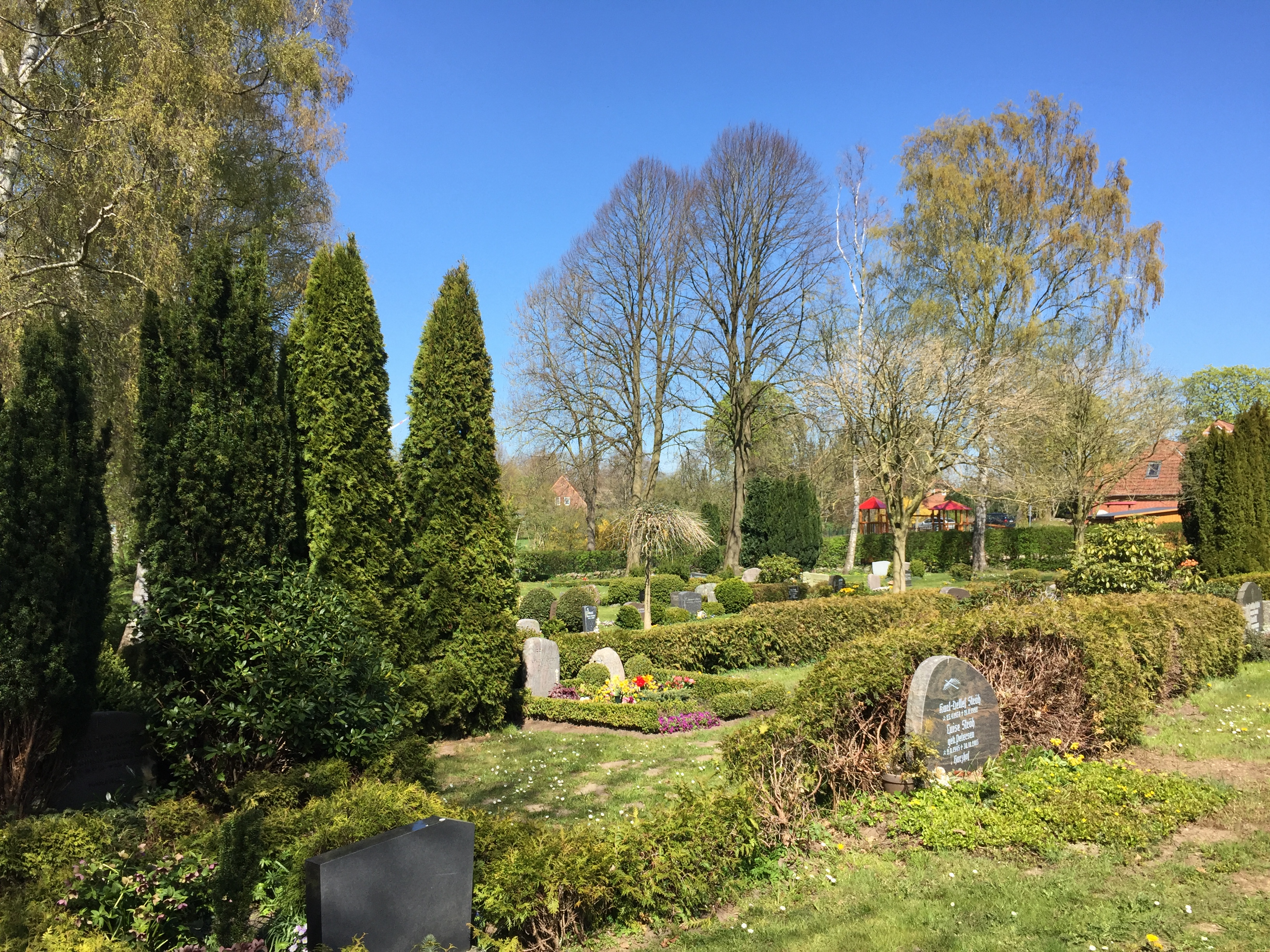
Friedhof, unmittelbar am Nord-Ostsee-Kanal gelegen
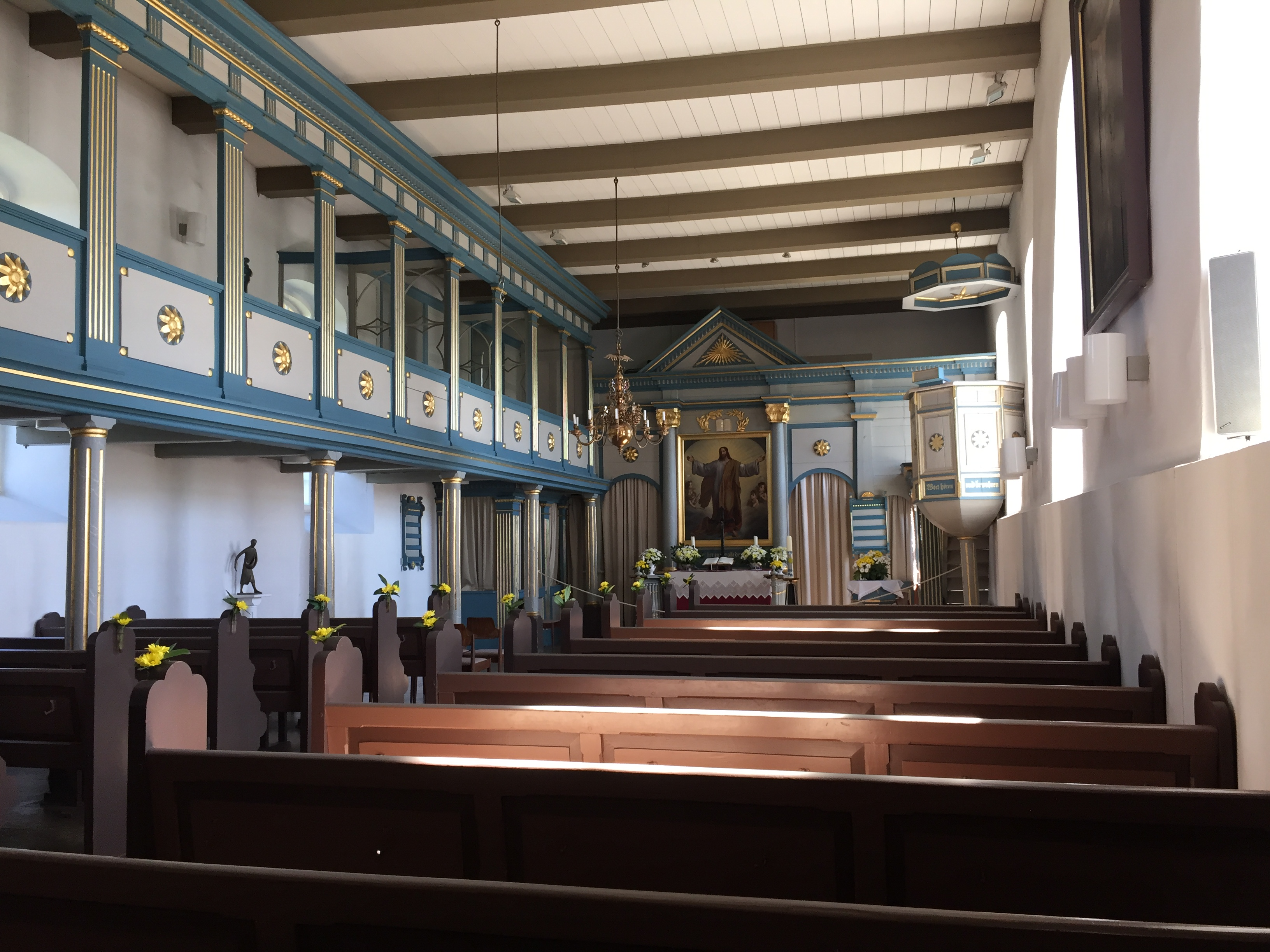
Blick in die St.-Peter-und-Paul-Kirche
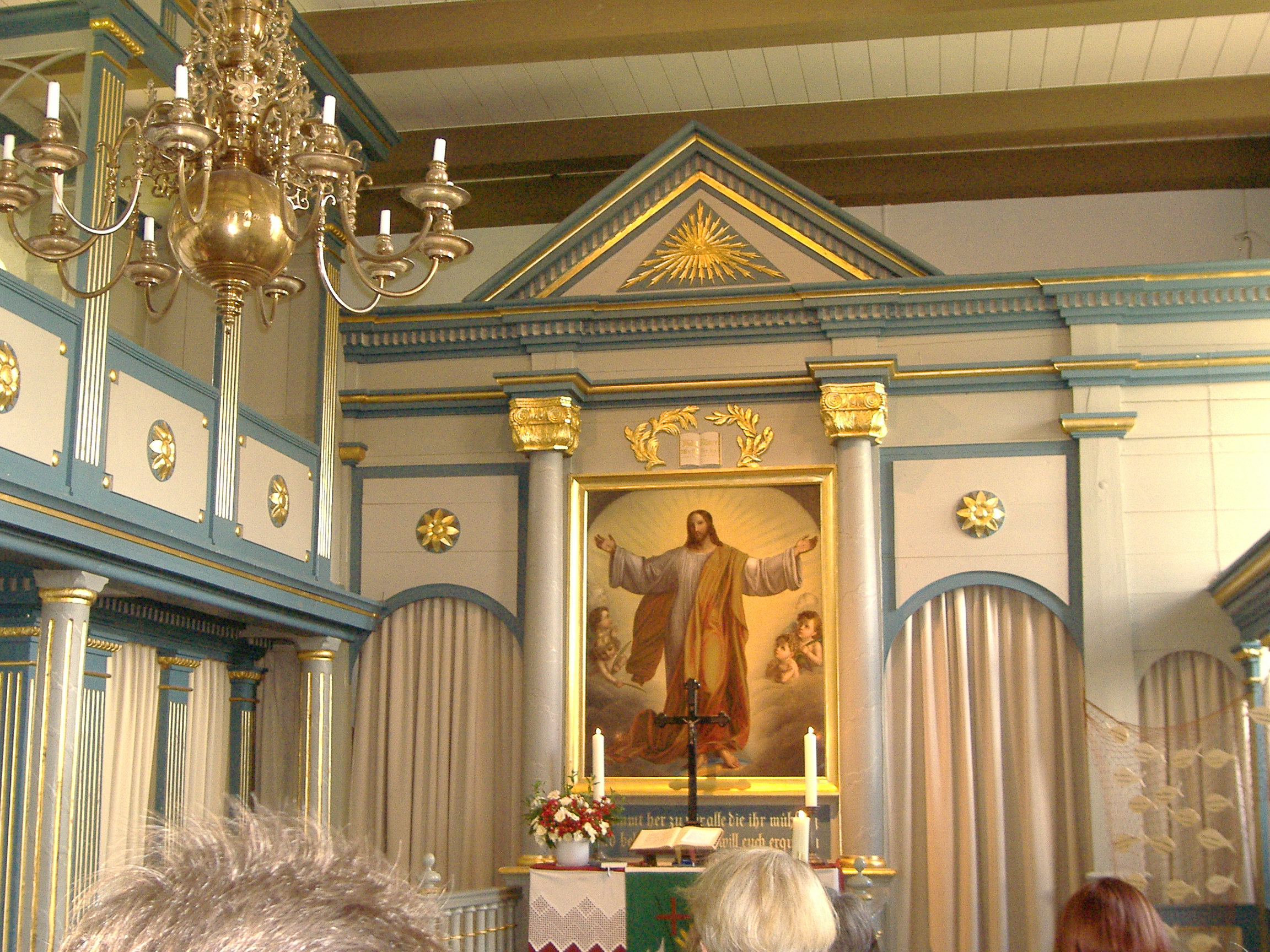
Blick auf den Altar in der Kirche